# Récit du pèlerin
Le Récit du pèlerin (‘Acta Patris Ignatii) est le titre habituellement donné (en français) au récit autobiographie de saint Ignace de Loyola, qui n’en est pas lui-même l’écrivain. Il couvre la période allant de la conversion du saint (1521) à son arrivée à Rome (1538). Le texte est le fruit de conversations entre saint Ignace et le père Luis Gonçalves da Camara qui s‘empressait de mettre par écrit ce qu’il avait entendu. Le ‘récit’ est un des textes fondateurs de la spiritualité ignacienne.

## Histoire
En 1551, à la demande de plusieurs confrères, le père Jérôme Nadal, proche collaborateur de saint Ignace, lui demande « de bien vouloir nous exposer la manière dont le Seigneur l’avait dirigé depuis le début de sa conversion, afin que cette relation puisse tenir lieu pour nous de testament et d’enseignement de notre Père ». D’abord fort hésitant, Ignace s’exécute à partir de 1553, acceptant que cela puisse aider d’autres dans leur itinéraire de conversion personnelle à Dieu.
Ignace de Loyola choisit Louis Gonçalves da Camara comme confident. Les « conversations spirituelles » - car Ignace ne souhaite pas dicter et refuse que Camara prenne des notes devant lui - s’échelonnent d’aout 1553 à octobre 1555. Camara, de retour dans sa chambre notait ce qu’il avait entendu, d’abord en espagnol, puis – la seconde partie – en italien, alors qu’il est déjà à Gênes, en route pour l’Espagne. Le texte n’a pas été revu par saint Ignace, qui mourut le 31 juillet 1556.
Les Acta Patris Ignatii furent utilisés en 1572 par Pedro de Ribadeneyra, le premier biographe de saint Ignace, mais ne furent publiés pour la première fois (dans une version latine) qu’au XVIIIe siècle, par les Bollandistes dans leurs Acta Sanctorum du mois de juillet (VIIe volume; 31 juillet). Le texte original hispano-italien fut publié en 1904 dans les Monumenta Historica Societatis Iesu, et la première traduction française fut faite en 1922.

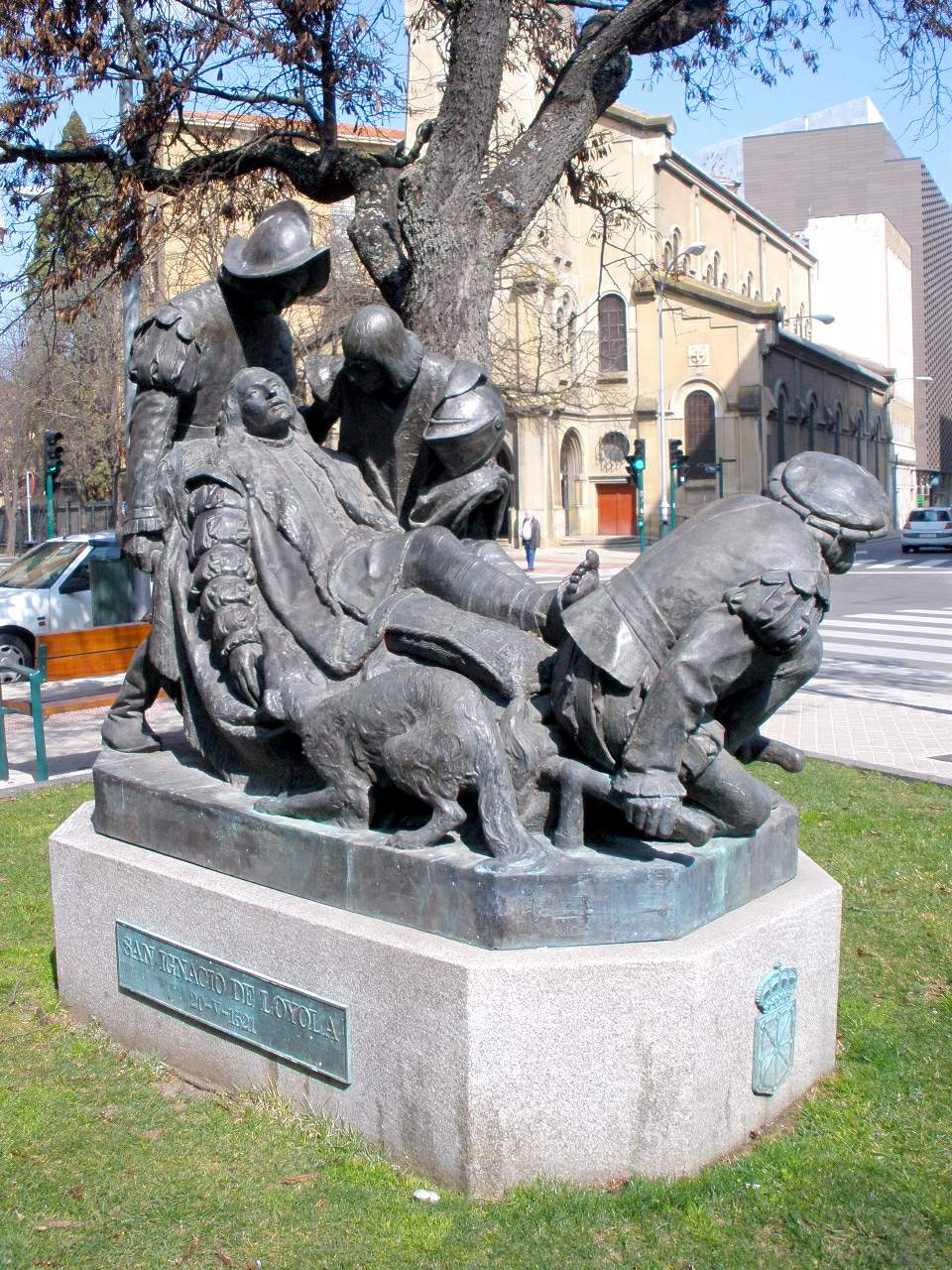
Ignace, blessé à Pampelune, est reconduit chez lui (monument à Pampelune)

## Contenu
Le récit couvre la période allant de sa trentième année (1521), lorsqu’il fut blessé à Pampelune, jusqu’à son arrivée à Rome en 1538. La longue convalescence et immobilisation d’Ignace, dans son manoir de Loyola, fut l’occasion de sa conversion spirituelle et changement radical de vie. Il quitte Loyola, s’identifiant alors à un  ‘pèlerin’ à la recherche de la volonté de Dieu dans sa vie. Les événements de sa vie, à Manresa, Montserrat, Barcelone, Jérusalem, et ailleurs sont l’occasion de décisions à prendre qui révèlent comment Ignace développa sa méthode du ‘discernement’ de la volonté de Dieu dans sa vie.
On peut diviser le récit en deux parties : de sa conversion (à Loyola) à Jérusalem et de Jérusalem à Rome. Un tournant majeur de sa vie est l’interdiction qui lui est faite de rester à Jérusalem, à la fin de son pèlerinage. Il y accepte la ‘volonté de Dieu’ qui s’oppose à son fort désir personnel. De retour en Espagne son idéal demeure le même: ‘aider les âmes’, mais il découvre progressivement que cela le conduit à faire des études et à demander le sacerdoce. Son attachement à la personne du Christ, qui au départ se fixait à vivre dans ses pas en Terre Sainte, prend une autre forme. Ce thème motive son discernement progressif et ses décisions à venir.
Le pèlerin rassemble quelques compagnons autour de cet idéal. Un groupe prend forme lors de leurs études à l'université de Paris : ils deviennent ‘amis dans le Seigneur’ par leur engagement religieux à Montmartre. Lorsque, pour la deuxième fois, Jérusalem leur est interdit – aucun navire ne part de Venise vers la Terre Sainte – la volonté de Dieu est claire. Ils vont dès lors à Rome pour offrir leurs services au pape, vicaire du Christ.

## Récit fondateur
Le père Jérôme Nadal, un des premiers théologiens ignaciens, insiste sur le caractère fondateur du ‘Récit du pèlerin’. Si la Compagnie de Jésus est bien fondée par l’approbation officielle de l’Église en 1540 et sur les textes des Constitutions et Exercices spirituels elle a également sa source dans l’expérience spirituelle de son fondateur, saint Ignace de Loyola, dont les compagnons jésuites sont invités à tirer profit dans leur propre recherche et discernement de la volonté de Dieu.